# Michel Szilágyi
Dans le nom hongrois Szilágyi Mihály, le nom de famille précède le prénom, mais cet article utilise l’ordre habituel en français Mihály Szilágyi, où le prénom précède le nom.
Pour les articles homonymes, voir Szilágyi (homonymie).
Titre
Régent du royaume de Hongrie
20 janvier 1458 – août 1459
Michel Szilágyi de Horogszeg (en hongrois : horogszegi Szilágyi Mihály), mort à Constantinople en 1460 était un général hongrois, oncle du roi Matthias Ier Corvin, et régent du royaume de Hongrie de 1458 à 1459.
Il naît au début du XVe siècle vice-Ispán du comitat de Bács, fils de László Szilágyi de Horogszegi (hu), capitaine de Srebrenik et de Catherine Bellyéni. Le nom de Horogszeg renvoie au fief de la famille dans le comitat de Temes. Sa sœur Erzsébet Szilágyi est mariée au voïvode Jean Hunyadi, régent de Hongrie de 1441 à 1456 et mère du roi Matthias Ier Corvin. Sa fille Ilona sera la seconde femme de Vlad III l'Empaleur.
Il est d'abord au service de son demi-frère, comme vice-ispán du comitat de Torontál. Il sert comme capitaine de la forteresse de Belgrade au siège de 1456. En tant que Ban de Macsó, il prend sa place parmi les barons influents,. La poésie épique serbe lui rend hommage à travers le personnage de Mihajlo Svilojević (en), appelé aussi crni ban Mihail, désigné par les Ottomans comme Kara Mihal.
Le 20 janvier 1458, Matthias Corvin est élu roi par le parlement de Hongrie (Diète). C'est la première fois dans l'histoire médiévale hongroise qu'un membre de la noblesse accède au trône sans appartenir ni être apparenté à une dynastie. Une telle élection à l'époque bouleverse le cours normal de la succession ; dans les États tchèques et hongrois, elle annonce une nouvelle ère institutionnelle qui se caractérise par une suprématie absolue du Parlement et une évolution centralisatrice. Durant son règne, Matthias réduit le pouvoir des seigneurs féodaux et gouverne entouré de conseillers talentueux et éduqués choisis pour leurs compétences plutôt que leur statut. Michel Szilágyi, oncle du nouveau roi, est nommé régent en raison du jeune âge du souverain.
L'année 1458 voit des luttes de pouvoir entre le jeune roi et les magnats, lutte exacerbée par Michel Szilágyi. Mais Matthias s'impose en commençant par destituer le comte palatin Paul Bánfi de Garai, en écartant Szilágyi, et en levant un impôt sans le consentement du Parlement pour enrôler des mercenaires.
Michel Szilágyi abandonne sa charge de régent en août 1459. En 1460, il est fait prisonnier par l'Ottoman Gazı Alauddin Ali Bey Mihaloğlu à la bataille de Baziaş (Socol, Banat). Il est amené à Constantinople où, considéré comme espion, il est supplicié et scié en deux,.

## Articles connexes

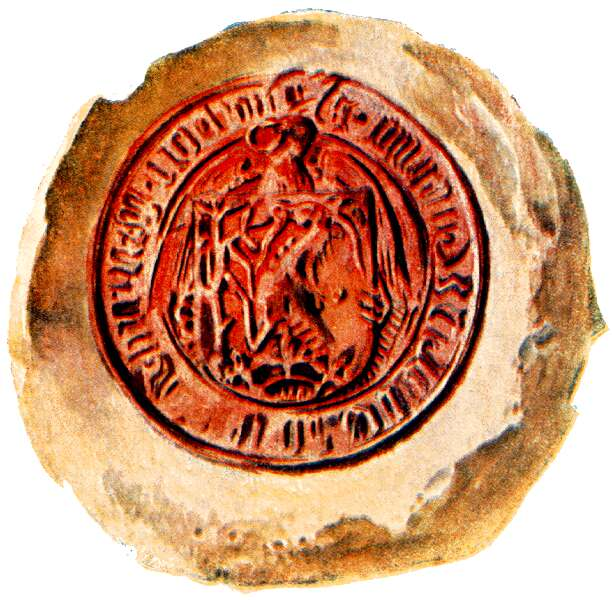
Sceau de Mihály Szilagyi.
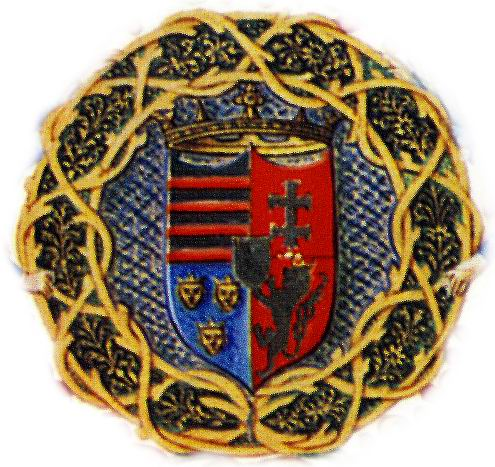
Blason de Mihály Szilagyi, régent de Hongrie.
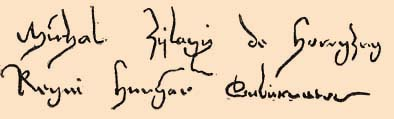
Signature.